# Einschlusskörperchen

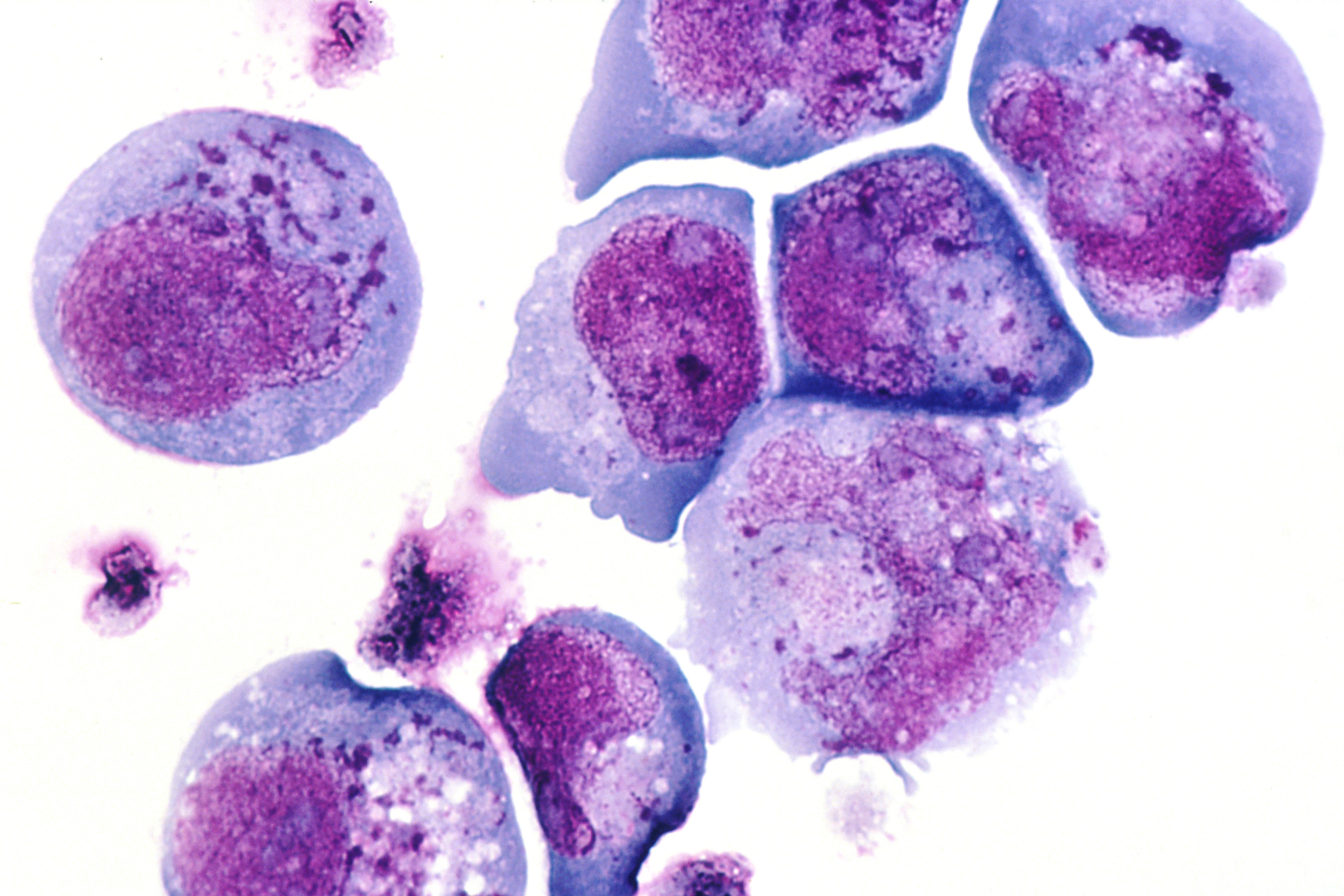
Einschlüsse bei einer HHV6-Infektion (dunkelblaue Punkte)

Einschlusskörperchen oder Proteinaggregate (englisch inclusion bodies) sind kleine, nach Anfärbung unter dem Lichtmikroskop sichtbare Partikel im Inneren von Zellen. Sie bestehen aus Ansammlungen von zumeist fehlerhaft oder unvollständig gefalteten Proteinen, die unter anderem bei exzessiver Synthese erzeugt werden und im Zellkern (intranukleäre Einschlusskörperchen, Kerneinschlusskörperchen) oder Zytoplasma (intrazytoplasmatische Einschlusskörperchen) ausfällen.
Einlagerungen von Speicherstoffen nennt man stattdessen Granulen.

## Eigenschaften
Die bei Überexpression von rekombinanten Proteinen häufig gebildeten sphärischen Einschlusskörper haben in E. coli einen Durchmesser von 0,2 bis 1,5 μm und akkumulieren bis zu einem Anteil von über 50 % des Gesamtzellproteins, was sogar zu einer Deformation der Zelle führen kann. In der Regel findet man nur einen Einschlusskörper pro Bakterienzelle, wobei dieser nie membrangebunden vorliegt, sondern über eine poröse Struktur verfügt. Lange Zeit nahm man an, bei den inclusion bodies handele es sich um eine unstrukturierte Ansammlung von Polypeptiden, aber neueste Forschungen legen auch in der aggregierten Form eine definierte Konformation nahe. Ebenso wurde lange angenommen, die Aggregate seien in vivo unlöslich, aber inzwischen ist allgemein akzeptiert, dass sich die Aggregate auch in vivo lösen können. Es wurde sogar eine Rückfaltung durch Chaperone in die native Form nachgewiesen. Die Einschlusskörper bestehen in der Regel aus vollständig synthetisierten Proteinen, die allerdings nur partiell gefaltet sind. Der Anteil an aktivem Protein in den Aggregaten kann trotz der nicht nativen Form sehr hoch sein. Bei der β-Glucosidase können bis zu 30 %, bei der Endoglucanase nahezu 100 % des im Einschlusskörper vorliegenden Proteins in aktiver Konformation vorliegen.

## Vorkommen

Lewy-Körperchen bei Parkinson-Krankheit

Einschlusskörperchen dienen häufig als diagnostisches Kriterium bei Virusinfektionen. Ihre Synthese kann auch gezielt angeregt und das entstandene Protein industriell weiterverwertet werden, etwa bei gentechnisch modifizierten Organismen, also der Herstellung von rekombinanten Proteinen.
Bei Säugetieren kommen Einschlusskörper bei Proteinfehlfaltungserkrankungen vor, z. B. in Nervenzellen unter anderem in Form von Pick-Körpern bei der Pick-Krankheit, beta-Amyloid-Plaques bei der Alzheimer-Krankheit, Huntingtin bei Chorea Huntington, bei Prionenerkrankungen und bei verschiedenen Erbkrankheiten (Lafora-Krankheit, Morbus Fabry). Auch bei verschiedenen bakteriellen (Chlamydien, Escherichia coli, Ehrlichia canis) und viralen Infektionskrankheiten (Viroplasma bei Polyoma-, Pocken-, Adeno-, Asfar- und Herpesviren, Gelbfieber, Tollwut, Staupe, Panleukopenie, Sendaivirus-Infektion) treten Einschlusskörperchen auf. In der Pharmakologie wird daher auch die Eignung chemischer und pharmakologischer Chaperone als Therapieansätze untersucht.
Bei Vögeln kommen Einschlusskörperchen ebenfalls bei Polyoma- (Polyomavirusinfektion der Papageien) und Herpesvirusinfektionen (Infektiöse Laryngotracheitis) vor.
Auch bei Pflanzenviren (beispielsweise Lily-Mottle-Virus, Potyviridae) lassen sich Einschlusskörperchen nachweisen.